# 栃木県道302号おもちゃのまち停車場線

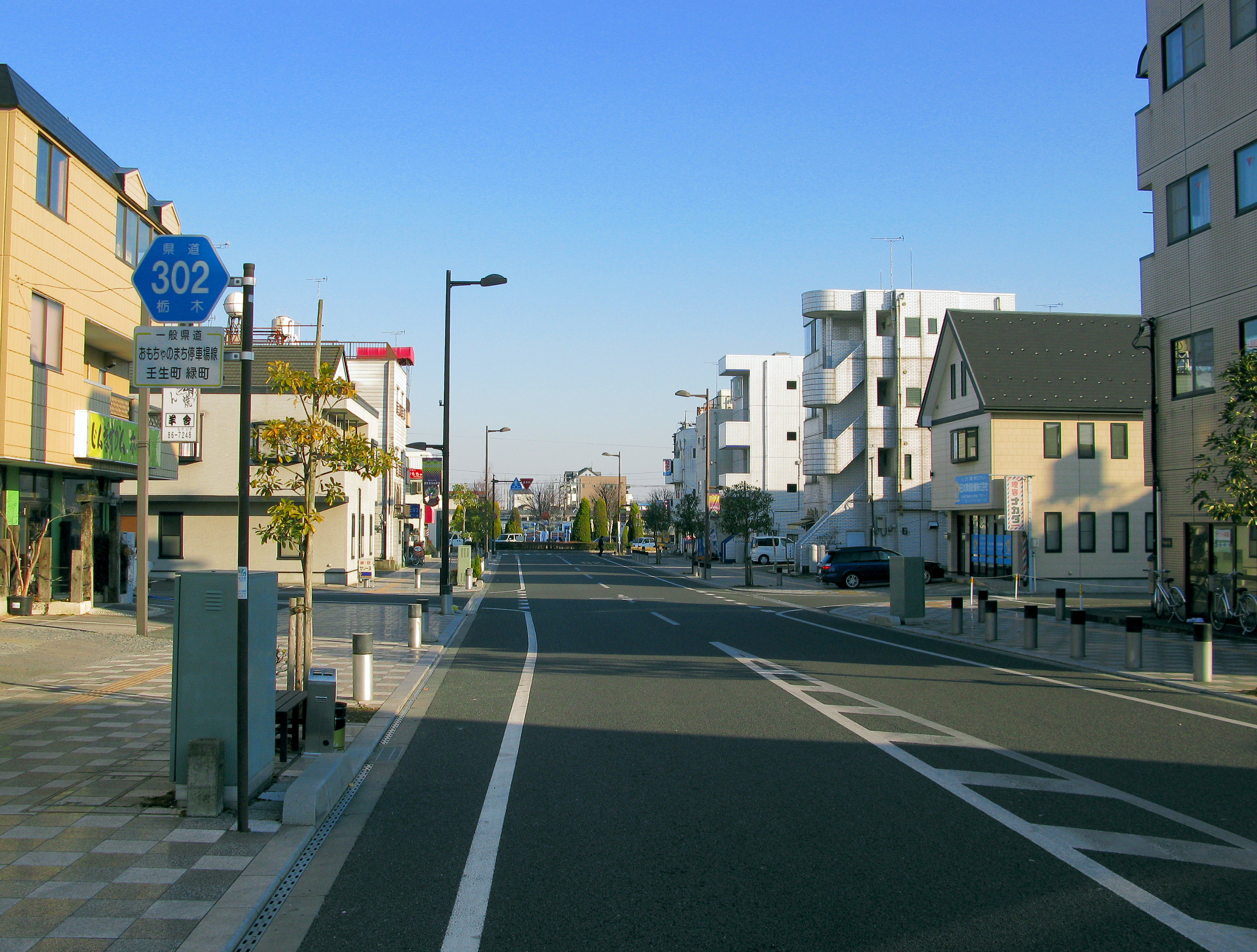
起点（駅前）方向を望む

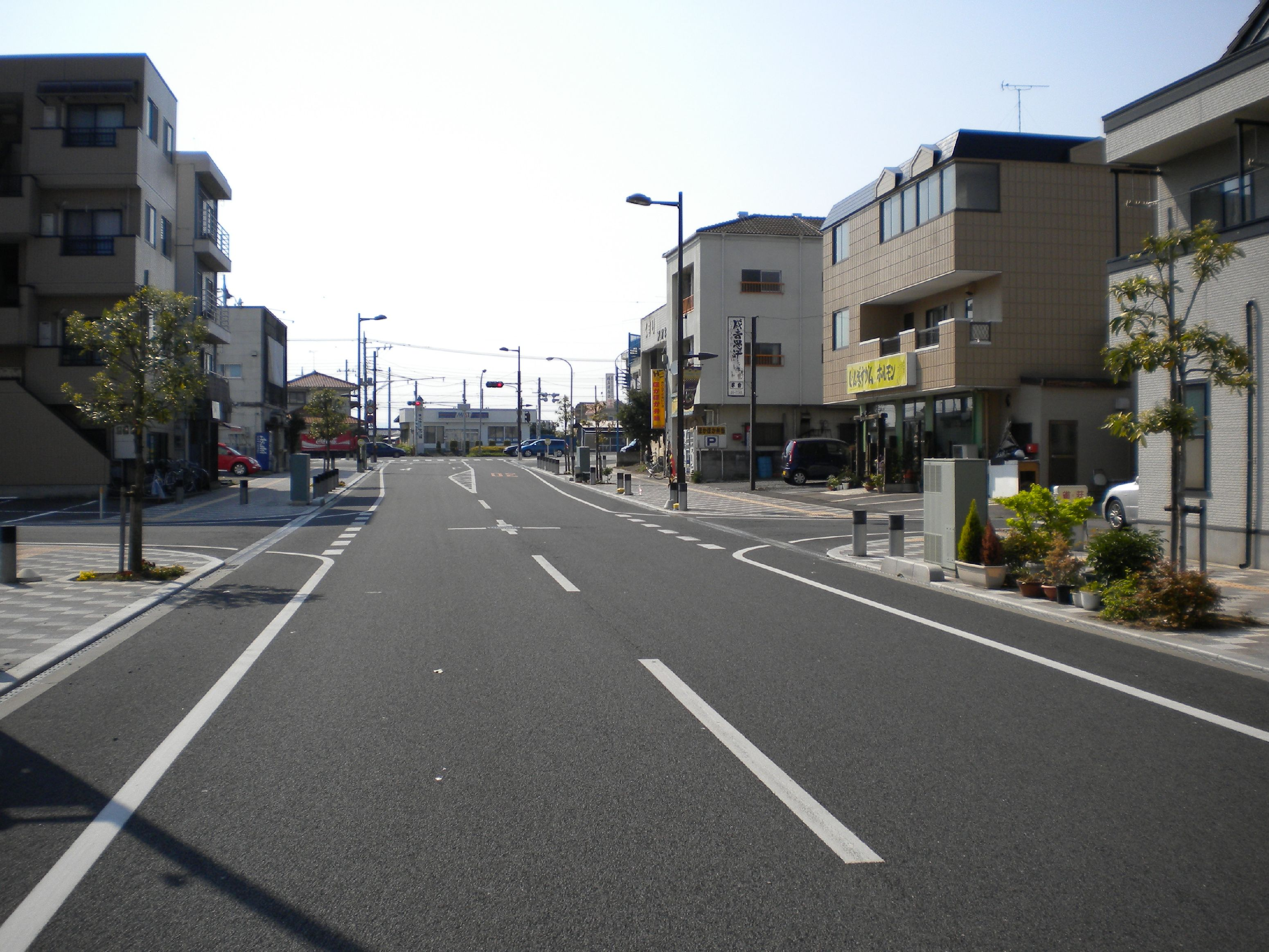
起点付近より終点方向を望む

栃木県道302号おもちゃのまち停車場線（とちぎけんどう302ごう おもちゃのまちていしゃじょうせん）は、栃木県下都賀郡壬生町に位置する一般県道である。

## 概要
宇都宮栃木線（栃木街道）から東武宇都宮線おもちゃのまち駅西口を結ぶ路線である。おもちゃのまち駅西口からは関東自動車により獨協医科大学病院への路線バスが運行されており、本路線を経由している。

## 路線データ
- 総延長：0.149km
- 実延長：0.149km[1]
- 起点：栃木県下都賀郡壬生町緑町1丁目（おもちゃのまち停車場）
- 終点：栃木県下都賀郡壬生町緑町1丁目（おもちゃのまち駅入口交差点＝栃木県道2号宇都宮栃木線交点）
- 認定：1978年（昭和53年）11月21日

## 沿線施設
- 東武宇都宮線 おもちゃのまち駅
- 足利銀行おもちゃのまち支店